# Istrobanka
Istrobanka va ser un banc comercial amb seu a Eslovàquia establert al setembre de 1992.

## Història
L'accionista fundador d'Istrobanka va ser Slovenska Poistovna (Companyia d'assegurances eslovaca). Al 1993, la ciutat de Bratislava, capital d'Eslovàquia, es va convertir en un altre accionista. GiroCredit Bank AG d'Àustria va ser el tercer accionista el 1994.
A partir de març de 2002, el banc austríac BAWAG es va convertí en el principal accionista d'Istrobanka, amb el 100% de les accions. Al juliol de 2008 BAWAG va formalitzar la venda d'Istrobanka el grup belga KBC Bank NV, convertint-se en el quart banc més gran en el mercat eslovac a través de la seva associació amb ČSOB. L'1 de juliol de 2009 totes les sucursals d'Istrobanka es van nominar novament com ČSOB.